# Amebelodontidae
Az Amebelodontidae az emlősök (Mammalia) osztályának ormányosok (Proboscidea) rendjébe, ezen belül az elefántalakúak (Elephantiformes) alrendjébe tartozó fosszilis család.
Korában az idetartozó nemeket és fajokat, a rokon és szintén fosszilis Gomphotheriidae családba sorolták be.

## Rendszerezés
A családba az alábbi 11 nem tartozik:
- †Afromastodon Pickford, 2003
- †Amebelodon Barbour, 1927
- †Aphanobelodon Wang, Deng, Ye, He & Chen, 2016
- †Archaeobelodon Tassy, 1984
- †Eurybelodon Lambert, 2016
- †Konobelodon Lambert, 1990
- †Platybelodon Borissiak, 1928
- †Progomphotherium Pickford, 2003
- †Protanancus Arambourg, 1945
- †Serbelodon Frick, 1933
- †Torynobelodon Barbour, 1929

## Fordítás
- Ez a szócikk részben vagy egészben  az   Amebelodontidae című angol Wikipédia-szócikk ezen változatának fordításán alapul.  Az eredeti cikk szerkesztőit annak laptörténete sorolja fel. Ez a jelzés csupán a megfogalmazás eredetét és a szerzői jogokat jelzi, nem szolgál a cikkben szereplő információk forrásmegjelöléseként.